# Jachmann
Jachmann ist ein deutscher Familienname.

## Herkunft und Bedeutung
Der Rufname Jach ist hebräischen Ursprungs und geht auf Hebräisch Jochanan mit der Bedeutung „Jahwe (Gott) hat Gnade erwiesen“ zurück.
Der Name, in seiner böhmisch-mährischen Einschränkung, ist eine schlesische Namensform und leitet sich ab aus der tschechischen Kurzform Jach(a) des Vornamens Johannes.
Erste Erwähnung Johannes alias Jacha, Prag 1377.
In der polnischen Einschränkung wird der Name Jach erstmals im 14. Jahrhundert bezeugt: 1326 Iach molendinator, 1437 Johannem dictum Jach, 1440 Iaskone alias Iach und 1452 Iach de Vilczouicze. Diese sind vorrangig als Heiligennamen bekannt und waren zu Zeiten, da Familiennamen noch nicht üblich waren, auch gebräuchliche Rufnamen.
Der Familienname Jachmann kann vor diesem Hintergrund als patronymischer Name verstanden werden.

## Varianten
- Jach
- Jache
- Jachan
- Joch
- Jochmann[5]

## Namensträger
- Alfred Jachmann (1829–1918), deutscher Verwaltungsbeamter und Bankier
- Christine Jachmann (* 1946), deutsche Architektin
- Eduard von Jachmann (1822–1887), deutscher Vizeadmiral
- Günther Jachmann (1887–1979), deutscher klassischer Philologe
- Johanna Jachmann-Wagner (1828–1894), deutsche Sängerin und Nichte Richard Wagners, siehe Johanna Wagner
- Karl Jachmann (1869–nach 1924), deutscher Politiker (DVP)
- Karl Reinhold Jachmann (1810–nach 1882), deutscher Theologe und Publizist
- Monika Jachmann-Michel (* 1963), deutsche Juristin und Hochschullehrerin
- Reinhold Bernhard Jachmann (1767–1843), deutscher Philosoph und Pädagoge
- Siegfried von Jachmann (1867–1945), deutscher Konteradmiral der Kaiserlichen Marine
- Willi Jachmann (vor 1919–nach 1923), deutscher Fußballspieler